# Ross Tong
Ross Tong, född den 21 april 1961 i Whanganui, är en nyzeeländsk roddare.
Han tog OS-brons i fyra med styrman i samband med de olympiska roddtävlingarna 1984 i Los Angeles.